# Sanlam
Sanlam — одна из крупнейших финансовых компаний ЮАР. Предоставляет услуги страхования жизни и имущества, управления активами, кредитования и другие. Крупнейшими акционерами являются инвестиционные компании Public Investment Corporation (14,37 % акций) и African Rainbow Capital (13,27 %).

## История
После поражения в англо-бурских войнах положение африканеров усложнилось, поскольку все финансовые институты страны перешли под контроль англичан. В 1914 году наиболее богатыми африканерами была создана Национальная партия, а в марте 1918 года её руководителями была основана Suid-Afrikaanse Nasionale Trust en Assuransie Maatskappij (Santam, «Южноафриканская национальная трастовая и страховая компания»); в октябре того же года была основана отдельная компания по страхованию жизни Suid-Afrikaanse Nasionale Lewens Assuransie Maatskappij (Sanlam, «Южноафриканская национальная компания по страхованию жизни»). В течение 1920-х годов деятельность Sanlam расширилась на всю Южную Африку, а в 1928 году был открыт филиал в Юго-Западной Африке (современная Намибия). В 1940 году был создан инвестиционный фонд, который вкладывал средства держателей страховых полисов в компании, принадлежавшие африканерам.
Приход Национальной партии к власти в 1948 году существенно расширил возможности для роста Sanlam, ей были доверены правительственные пенсионные фонды, также Sanlam начала оказывать услуги управления активами, в частности от имени правительства. В 1954 году Sanlam была преобразована во взаимную компанию по страхованию жизни, а Santam стала её дочерней структурой. В период наибольшего своего расцвета, в 1970-х и 1980-х годах, Sanlam была фактически финансовым подразделением правящей партии, через инвестиционные фонды владела долями во многих крупных компаниях страны, в частности Gencor (горнодобывающая промышленность) и Checkers (розничная торговля).
С концом режима апартеида компания быстро начала терять влияние, в частности была лишена пенсионных фондов правительства. В 1998 году компания была преобразована из взаимной в публичную, её акции были размещены на фондовой бирже Йоханнесбурга. Кроме этого, компания стала одним из главных участников программы «экономического вовлечения чёрных» (Black Economic Empowerment).
В 2018 году за 1,1 млрд долларов была куплена марокканская страховая компания SAHAM Finances, работавшая в 33 странах Африки.

## Деятельность
Компания предоставляет финансовые услуги розничным и институциональным клиентам в Южно-Африканской Республике. Также имеет дочернюю компанию в Ботсване — Botswana Insurance Holdings.
Подразделения по состоянию на 2022 год:
- Sanlam Life and Savings — розничное и корпоративное страхование жизни, приём сберегательных вкладов, продажа инвестиционных продуктов, 35 % выручки;
- Sanlam Emerging Markets — различные виды страхования, инвестиционный менеджмент, кредитование в других странах Африки (Ботсвана, Намибия, Кения, Малави, Танзания, Замбия, Уганда, Руанда, Нигерия, Мозамбик, Зимбабве), а также в Индии и Малайзии, 28 % выручки;
- Sanlam Investment Group — управление активами, ивестиционная деятельность, в том числе международная, 7 % выручки;
- Santam — дочерняя компания по страхованию имущества, 30 % выручки.

В списке крупнейших публичных компаний мира Forbes Global 2000 за 2023 год Sanlam заняла 1375-е место.